# Type I-U-boot

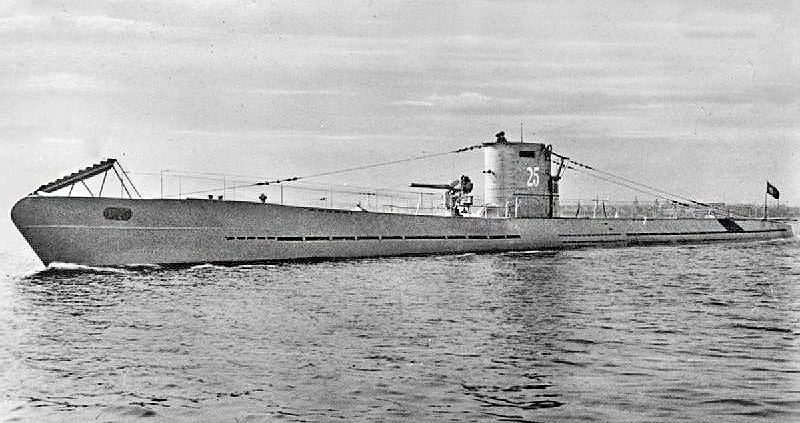
U 25

Het Type I-U-boot was een ontwerp uit 1936 van de Duitse Kriegsmarine, bedoeld als oceaanwaardige U-boot.  Slechts twee exemplaren van deze klasse zijn geproduceerd: U-25 en U-26. De bouwer was AG Weser in Bremen. Het ontwerp werd gekenmerkt door slechte stabiliteit, langzame duiksnelheid, gebrekkige bestuurbaarheid onder water en mechanische onbetrouwbaarheid.
Toch slaagden deze twee boten erin om gedurende de eerste oorlogsmaanden een aantal successen te boeken: U-25 bracht acht schepen tot zinken en beschadigde er één; U-26 bracht elf schepen tot zinken en beschadigde er twee.
De U-25 liep op 11 augustus 1940 in de Noordzee op een Britse zeemijn, waarbij de gehele bemanning omkwam.
De U-26 werd op 1 juli 1940 gekelderd, nadat deze niet meer kon duiken na te zijn bestookt met dieptebommen door het Britse korvet HMS Gladiolus en een Australische Short Sunderland vliegboot. De bemanning werd gered.

## Technische gegevens
- Waterverplaatsing: 862 ton (aan de oppervlakte); 983 ton (onder water); 1200 ton totaal
- Lengte: 72,39 m 'druklichaam 55,20 m
- Breedte: 6,21 m; druklichaam 4,28 m
- Diepgang: 4,3 m
- Aandrijving aan de oppervlakte: 2 MAN 8-cilinder dieselmotoren; maximumvermogen 3080 pk = 17,75-18,6 knopen
- Aandrijving onder water: 2 BBC elektromotoren; maximumvermogen 1060 pk = 8,3 knopen
- Accu's: twee 62-cellen segmenten (9620 Ah)
- Bewapening:
  - één 105 mm kanon
  - 1 stuk luchtafweergeschut van 20 mm
  - 6 torpedobuizen van 533 mm (vier in de boeg en twee in de hek)
  - 14 torpedo's of 42 TMA-zeemijnen
- Bemanning: 4 officieren en 39 manschappen
- Maximale duikdiepte: 200 m

Type I · Type II · Type VII · Type IX · Type X · Type XIV · Type XVII · Type XVIII · Type XXI · Type XXIII 

Dwergonderzeeboten: Biber · Marder · Hecht · Seehund